# Соплова насадка

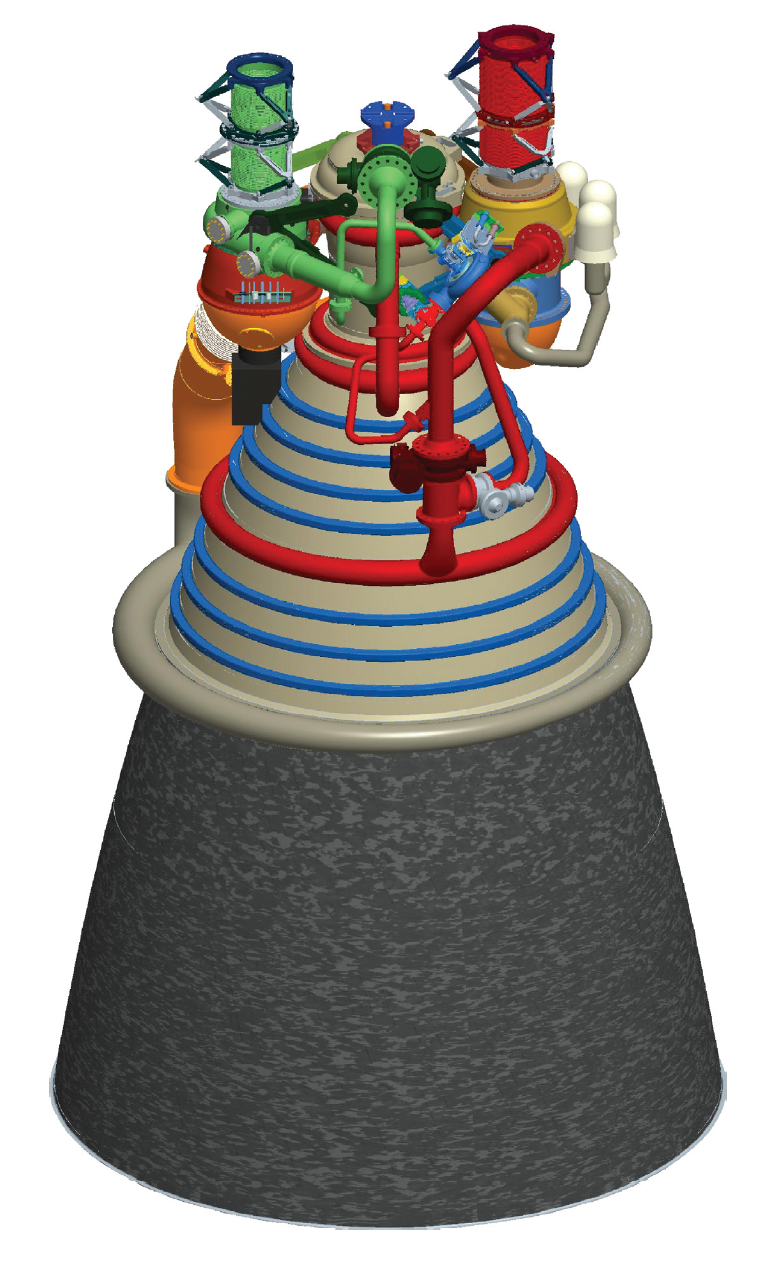
Ілюстрація РРД J-2X із витягнутою сопловою насадкою

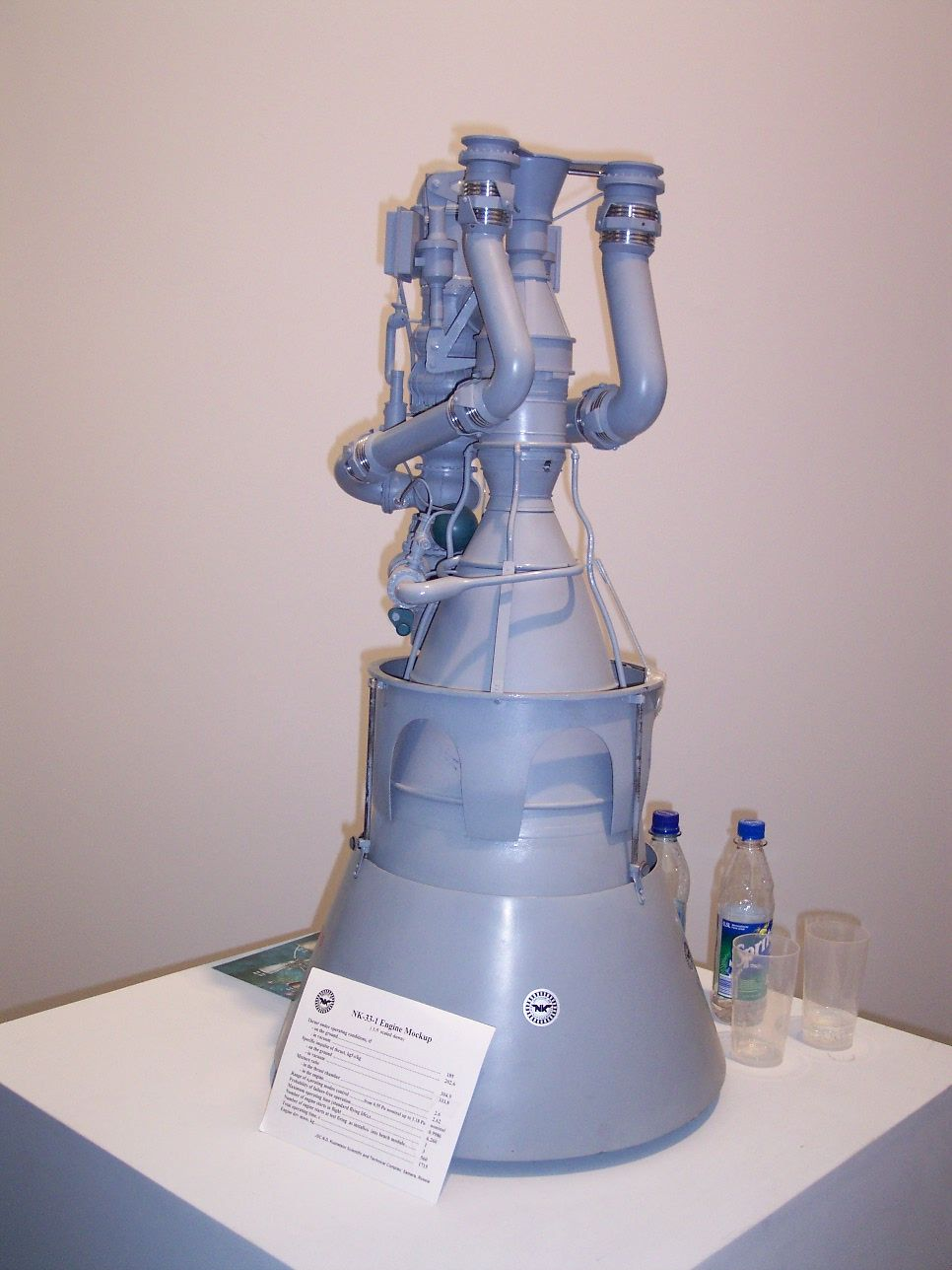
Макет НК-33-1 із сопловою насадкою

«Соплова насадка» («СН») — висувна частина сопла реактивного або ракетного двигуна, призначена для збільшення його ефективності у розріджених шарах атмосфери або у вакуумі. Соплові насадки можуть використовуватися як на рідинних ракетних двигунах(РРД), так і на твердопаливнихТРД та гібридних.

## Конструкція
Як правило, виготовляються із композитних матеріалів і, на відміну від сопел сучасних РРД, позбавлені системи активного регенеративного охолодження. Поряд з висувними, використовуються також стаціонарні насадки.
На кінець 2000-х розробка різних варіантів соплових насадок залишається областю активних досліджень.

## Варіанти використання
За особливостями середовища експлуатації розрізняють атмосферні і висотні (вакуумні) двигуни. У кожному з цих двох варіантів використання соплової насадки має свої особливості.

### Атмосферні двигуни
У разі використання соплової насадки на РРД першого ступеня ракети-носія, такий двигун працює без насадки перші хвилини польоту, а після досягнення розріджених шарів атмосфери відбувається його висунення в робоче положення. Дана схема передбачає установку під час функціонування ракетного двигуна. В цілому, така послідовність використання насадки дозволяє уникнути проблем зі стійкістю роботи у поверхні Землі і максимізувати його ефективність в вакуумі. У разі застосування на РРД НК-33 загальне збільшення  питомого імпульсу досягає 15-20 сек.
Застосування соплової насадки за такою схемою відносить двигун до класу компенсуючих висоту ракетних двигунів, так як його ефективність близька до оптимальної на всіх ділянках траєкторії польоту.

### Вакуумні двигуни
Сопла ракетних двигунів, призначених для роботи в вакуумі, відрізняються великим коефіцієнтом розширення з метою досягнення їх максимальної ефективності. Це робить соплову частину найбільш «габаритною» частиною двигуна, яку слід приховувати під обтічником контейнера корисного навантаження багатоступеневої ракети-носія. Використання висувної соплової насадки в даному випадку дозволяє помітно знизити масу і розміри головної частини, яка повинна нести всі навантаження в ході старту. З цієї причини СН використовується, наприклад, на російському РРД РД-58 і на американському РРД RL10.